# Jaylen Nowell
Jaylen Clinton Andrew Nowell (ur. 9 lipca 1999 w Seattle) – amerykański koszykarz, występujący na pozycji rzucającego obrońcy.
2 października 2023 dołączył do Sacramento Kings. 20 października 2023 został zwolniony.

## Osiągnięcia
Stan na 25 października 2023, na podstawie, o ile nie zaznaczono inaczej.
NCAA
- Uczestnik rozgrywek II rundy turnieju NCAA (2019)
- Mistrz sezonu regularnego konferencji Pac–12 (2019)
- Koszykarz roku Pac–12 (2019)[6]
- Zaliczony do:
  - I składu:
    - Pac–12 (2019)
    - turnieju:
      - Pac–12 (2019)
      - 2K Sports Classic (2018)

    - najlepszych pierwszorocznych zawodników Pac-12 (2018)

  - składu honorable mention:
    - All-American (2019 przez Associated Press)
    - All-Pac-12 (2018)

Reprezentacja
- Mistrz Ameryki U–16 (2015)